# Hand Gottes

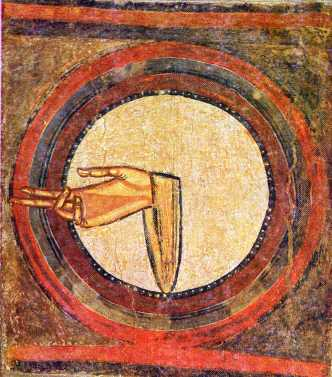
Hand Gottes, mittelalterliches Fresko

Die Hand Gottes ist ein sehr altes und weit verbreitetes religiöses Symbol für die Macht Gottes, das insbesondere in der Heiligen Schrift Verwendung findet.

Bereits im Alten Ägypten wurden Göttern durch gestische Darstellungen Segens- und Schutzfunktionen, sowie die Macht zum Strafen zuerkannt, wie es am Zeichen für Ka 
| D28 |

 zu sehen ist.
Im hinduistisch-buddhistischen Bereich kommt der Hand Gottes in der Mudra-Geste eine besondere Bedeutung zu.

## Bibel
In der Bibel ist im Rückgriff auf die religiösen Vorstellungen des Alten Orients, im Alten wie im Neuen Testament, die Hand Gottes Ausdruck der Macht, des Gerichts oder auch der Hilfe Gottes. Namentlich der rechten Hand Gottes wird besondere Stärke zugesprochen (Ex 15,6 ); die Seite zur rechten Hand gilt als der ehrenvolle Platz, (Ps 110,3 , Apg 2,33 ), was Eingang in die Formulierung des Apostolikums fand: „er sitzt zur Rechten Gottes“.

### Altes Testament
Den Ausdruck Hand Gottes als Machtattribut verwendet das Alte Testament über 200 mal. Die Hand Gottes gründet die Erde und spannt die Himmel aus (Jes 45,11f. , Jes 48,13 ). Israel erfährt sein Geschick als von Gottes Hand verursacht. Beim Auszug Israels aus Ägypten geleitet Gott das Volk mit ausgereckter Hand aus der Knechtschaft in die Freiheit (Ex 13,3 ) etc. Israel preist die Taten, die Gottes Hand vollbracht hat (Ps 89,11f. ). Auch als individueller Machterweis kommt Gottes Hand ins Spiel, wenn sie den Propheten Elija mit besonderen Laufkräften ausstattet (2 Kön 3,15 ) oder die Propheten zu ihrem Amt gleichsam „beschlagnahmt“ (Ez 1,3 ).

### Neues Testament
Das Neue Testament verwendet den Ausdruck Hand Gottes als Zitat bzw. Anspielung auf den alttestamentlichen Sprachgebrauch: Gottes Hand in der Schöpfung (Apg 7,50 ), in die Geschichte eingreifend (Lk 1,66 ) helfend, strafend (Apg 13,11 ) oder warnend (Heb 10,31 ).

## Darstellungen

Constantinus I. die Hand Gottes entgegennehmend, auf Münze, Kampmann 136.213 Revers

Seit der Divinisierung Kaiser Konstantins ist sie im Münzbild zu fassen. Bis zum Mittelalter wurde aus Scheu vor einer bildlichen Gottesdarstellung bzw. anthropomorphen Darstellung Gottvaters stellvertretend oft eine aus den Wolken gestreckte Hand dargestellt. Beispiele sind u. a. bei Buchmalereien und frühen Elfenbeinschnitzereien zu finden. Auf Münzen aus Mitteleuropa ist die Hand Gottes zuerst um 910–915 in West Mercia, dann häufiger in England und unterschiedlichen Münzstätten im Römisch-deutschen Reich seit dem späten 10. Jahrhundert nachweisbar, teilweise mit Umschrift DEXTERA DOMINI. Nach 1100 kommt das Motiov nur noch vereinzelt vor.

## Beispiele

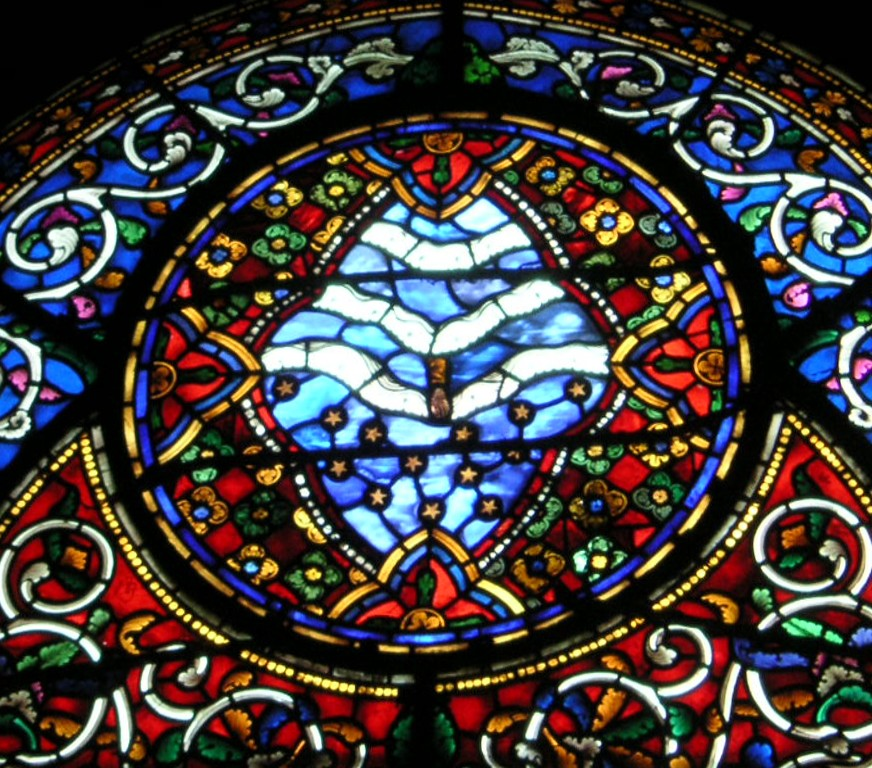
Glasfenster, Kathedrale von Canterbury: Gottes Hand kommt aus dem Himmel
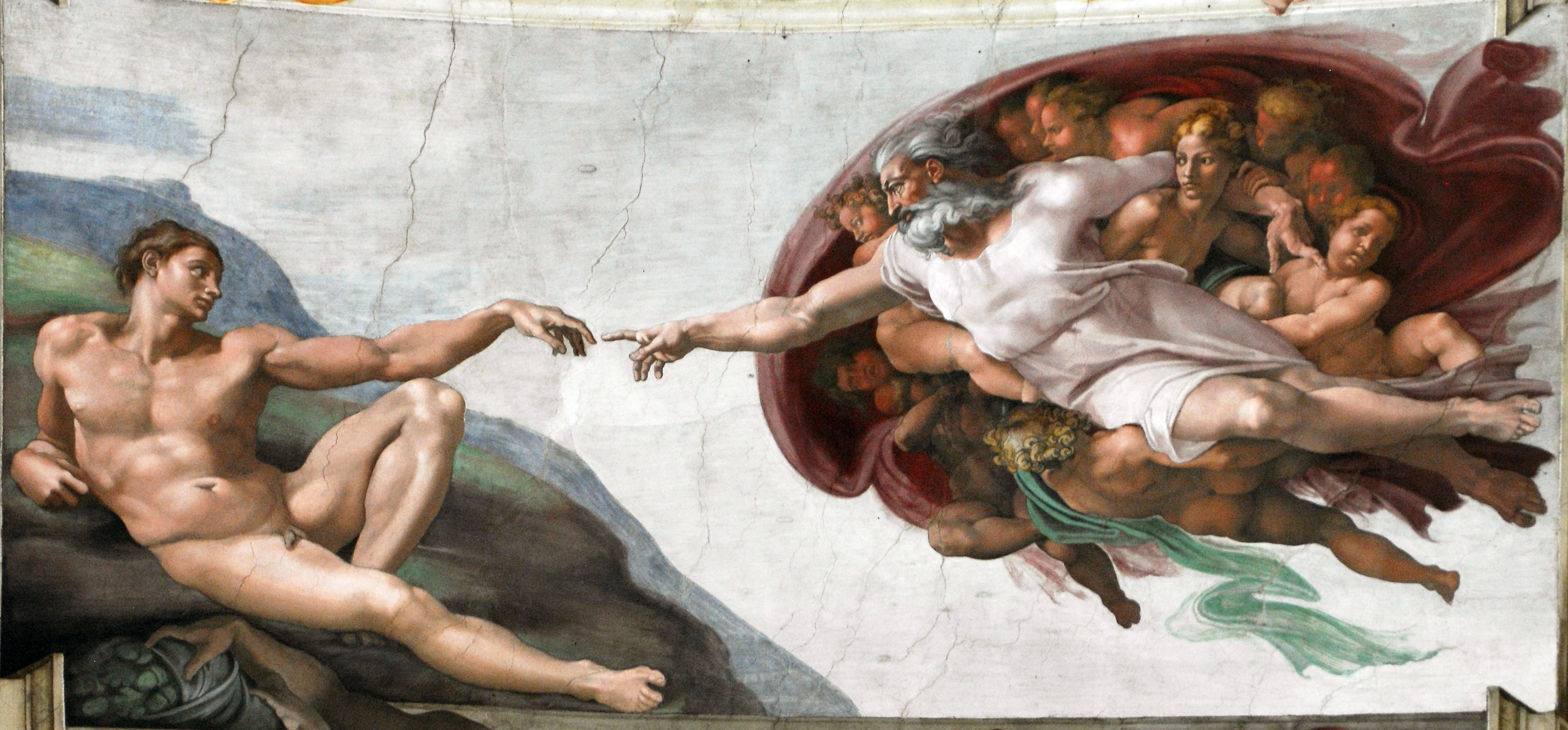
Michelangelo, Gott erschafft mit seiner Hand Adam
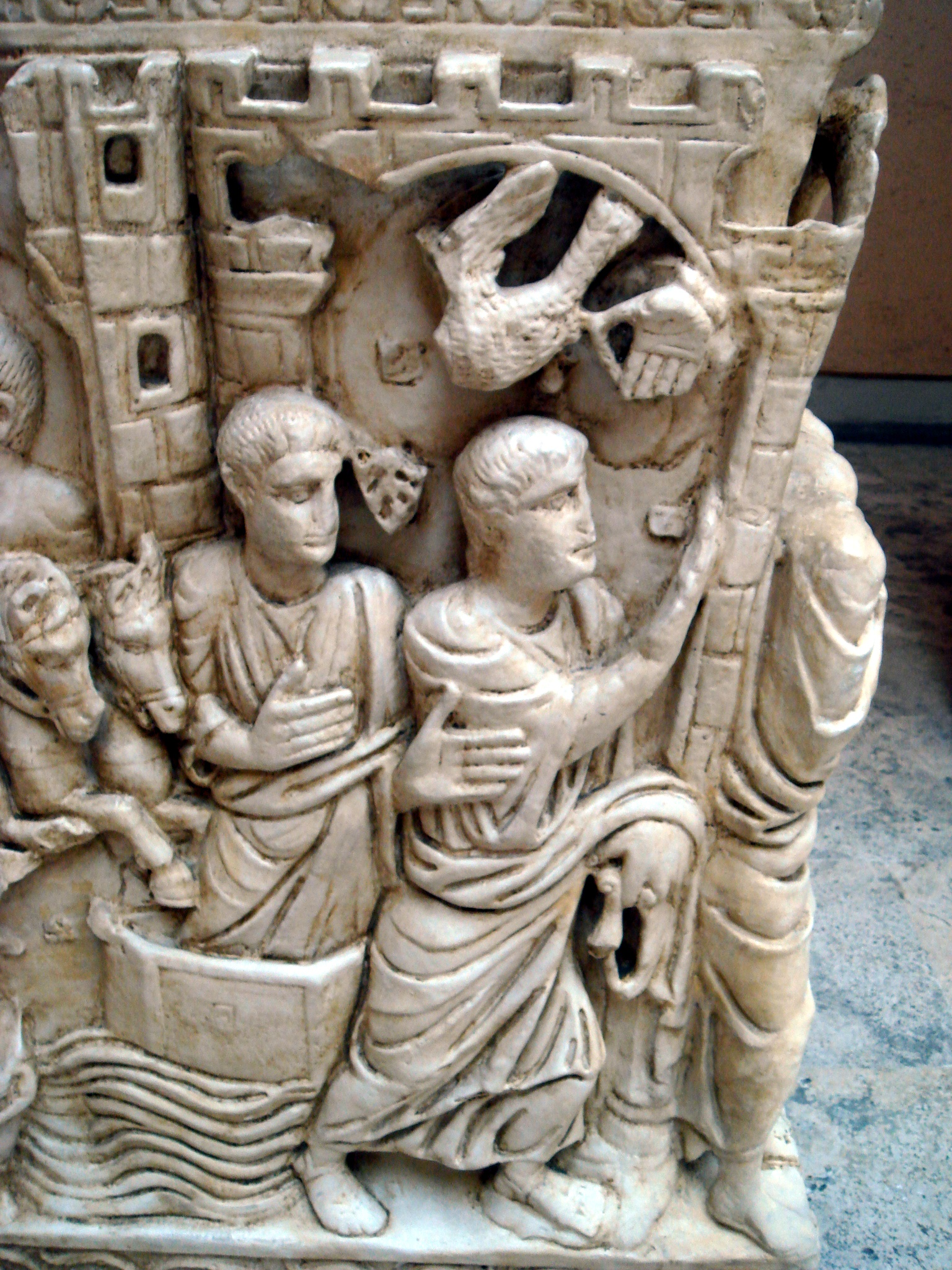
Frühchristlicher Sarkophag, Noah unter Gottes Hand
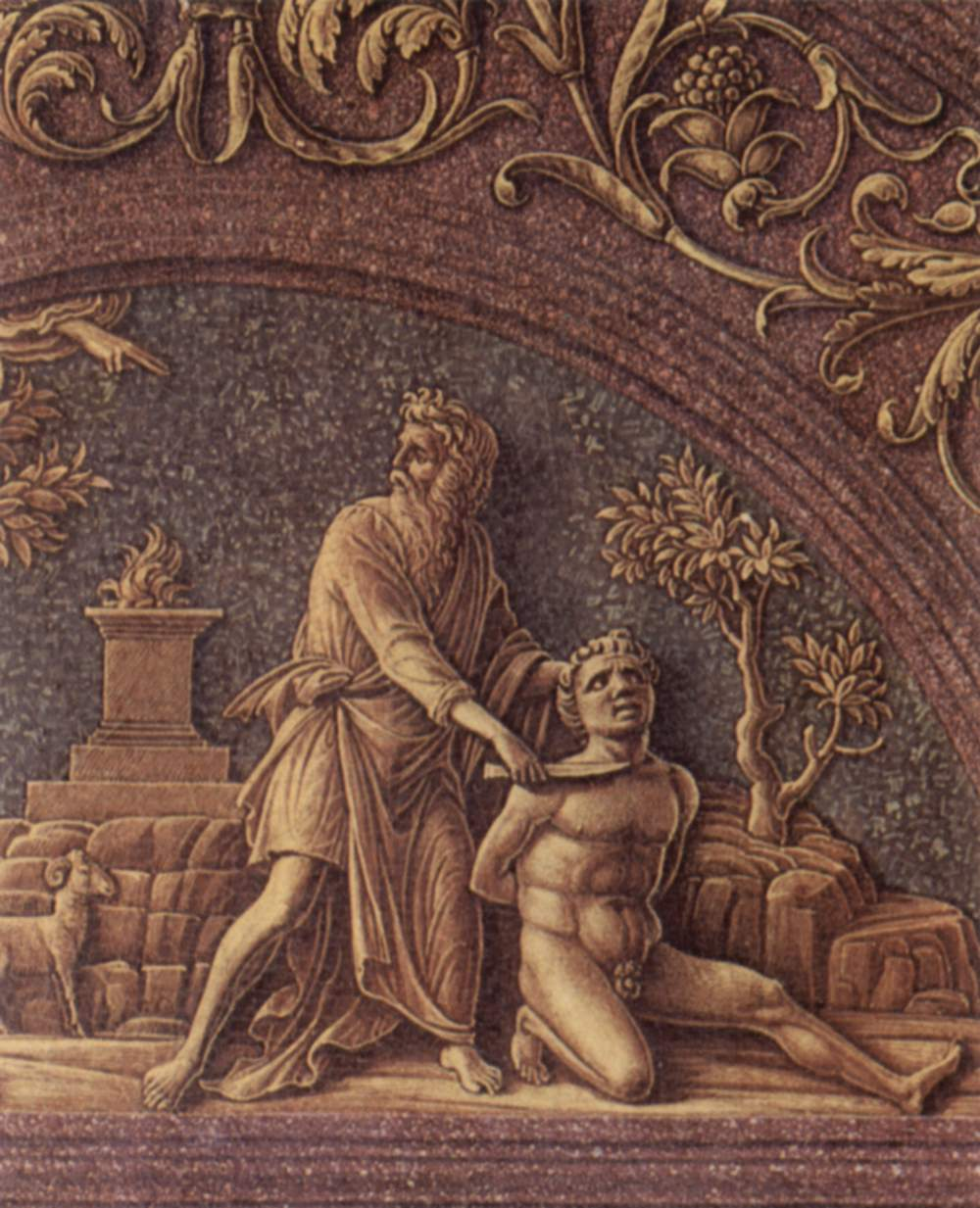
Andrea Mantegna: Opferung Isaaks mit schützender Hand Gottes
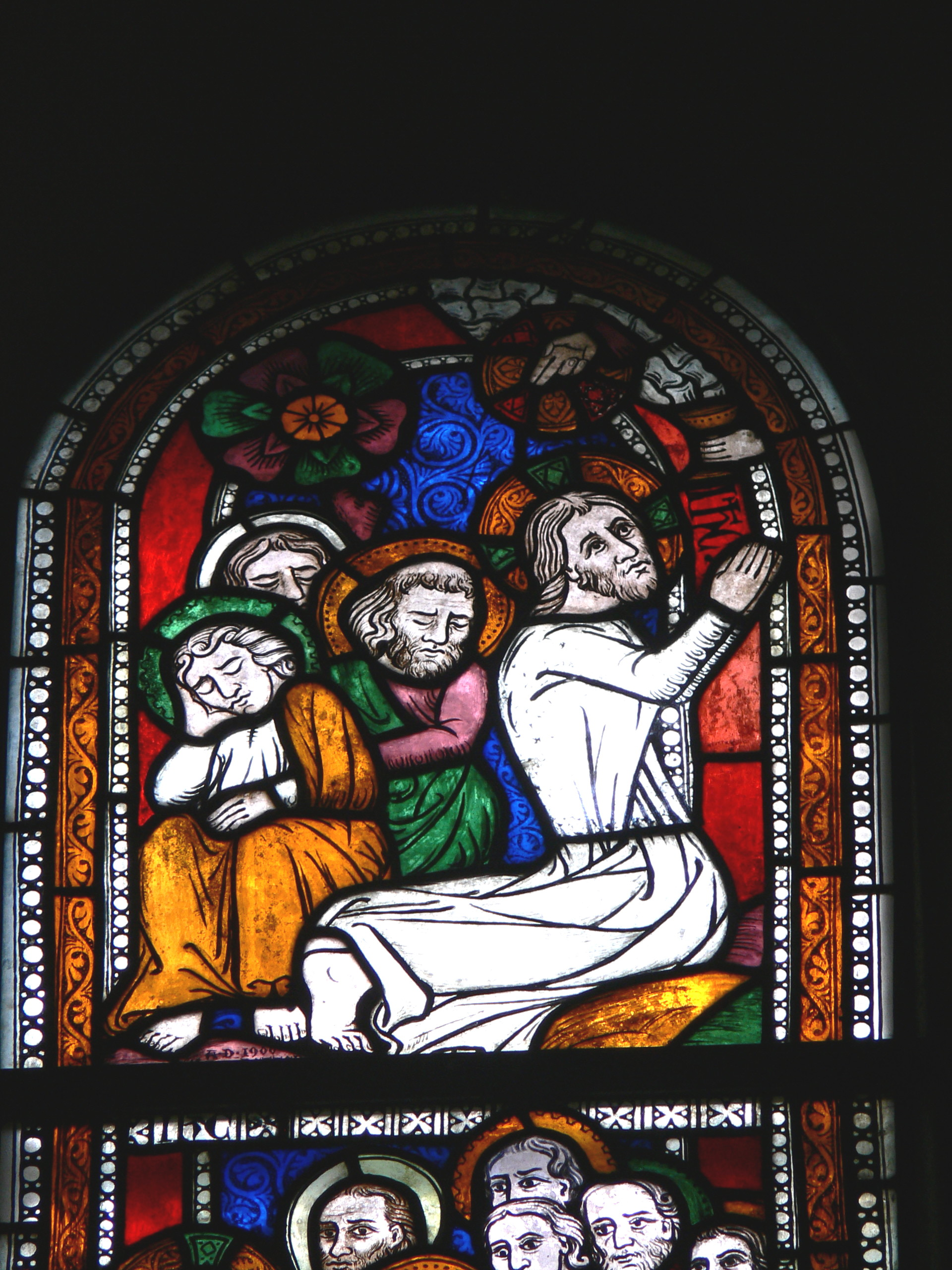
Glasmalerei, Gotland: Jesus in Gethsemane unter den Händen Gottes
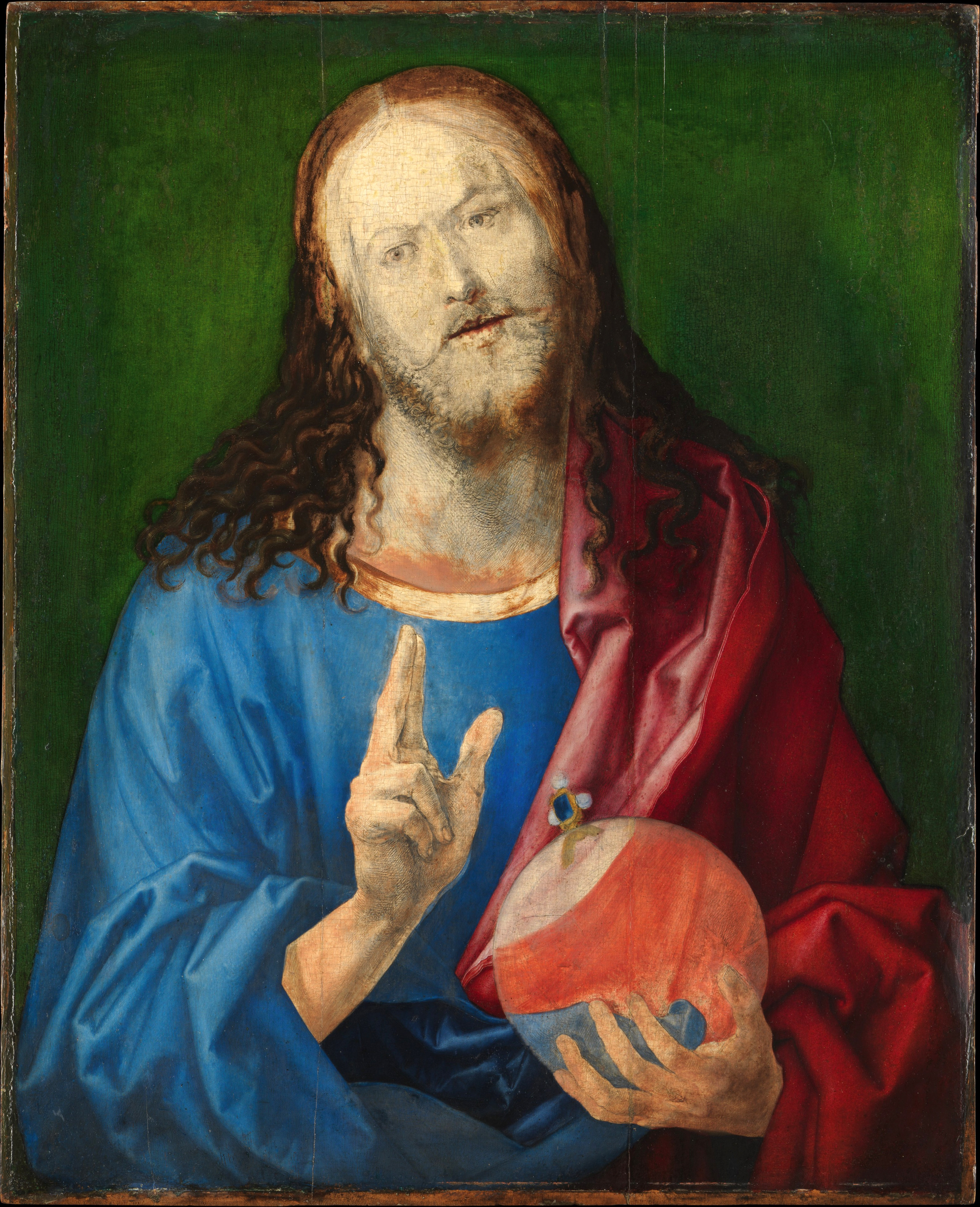
Dürer: Salvator Mundi, die rechte Hand Christi als Segenshand, die linke hält die Weltkugel

## Belege
1. ↑  Fritz Graf (Hrsg.): Einleitung in die lateinische Philologie, Stuttgart, Leipzig, Teubner: 1997, S. 689, ISBN 3-519-07434-6. Online by google books
2. ↑  Peter Ilisch: Dextera Domini. Die Hand Gottes auf Münzen des Mittelalters in Europa, Numismatisches Nachrichtenblatt  71, 2022, S. 169–175.